# Donkey Kong Country Returns
Donkey Kong Country Returns es un videojuego de plataformas desarrollado por Retro Studios y publicado por Nintendo para la consola Wii en 2010. El juego se lanzó por primera vez en Norteamérica en noviembre de 2010 y en las regiones PAL y Japón el mes siguiente. La historia del juego se centra en un grupo malvado de criaturas parecidas a Tiki conocidas como la tribu Tiki Tak que se desatan en la isla e hipnotizan a los animales de la isla Donkey Kong para robar el tesoro de plátanos de Donkey Kong y Diddy Kong, lo que llevó a los dos a atravesar la isla para reclamarla.
Donkey Kong Country Returns fue la primera entrega de la serie Donkey Kong Country que no involucró al desarrollador de la serie original, Rare. El juego fue un éxito comercial y de crítica; ha vendido más de 6,53 millones de copias en todo el mundo, lo que lo convierte en uno de los títulos más vendidos para Wii y recibió críticas positivas por sus gráficos, diseño de niveles y jugabilidad, aunque sus controles de movimiento y su alta dificultad recibieron respuestas más variadas.
Un port de Nintendo 3DS desarrollado por Monster Games, titulado Donkey Kong Country Returns 3D, se lanzó en las regiones de Norteamérica y PAL en mayo de 2013 y en Japón el mes siguiente. Una secuela, Donkey Kong Country: Tropical Freeze, se lanzó para Wii U en febrero de 2014 y se portó para Nintendo Switch en mayo de 2018. Una versión en alta definición desarrollada por Forever Entertainment, titulada Donkey Kong Country Returns HD, saldrá a la venta para Nintendo Switch en enero de 2025.

## Jugabilidad
Los jugadores toman el control del protagonista de la serie, Donkey Kong, así como de su amigo Diddy Kong en determinadas situaciones, con el regreso de muchos elementos tradicionales de la serie Donkey Kong Country, incluidos los niveles de los carros de mina, la capacidad de balancearse entre enredaderas y recolectar plátanos, las letras doradas «KONG» y las piezas de rompecabezas. Los nuevos elementos de juego incluyen niveles en los que los personajes y los entornos en primer plano aparecen como siluetas, generando varias mecánicas de juego nuevas. En el modo para un jugador, los jugadores solo pueden jugar como Donkey Kong, aunque Diddy Kong viaja en la espalda de Donkey Kong y Donkey Kong puede usar el jetpack de Diddy para saltar más lejos. El modo multijugador permite que un segundo jugador controle a Diddy Kong. Si el personaje de un jugador muere en el modo de dos jugadores, se puede recuperar usando al otro personaje para golpear un «DK Barrel» que flota a la vista, una mecánica similar a la que se usa en New Super Mario Bros. Wii. Para evitar problemas derivados de diferencias en las habilidades de los jugadores, Diddy puede subirse a la espalda de Donkey para asumir un papel más pasivo, mientras que su jetpack puede usarse para facilitar los saltos de su compañero. Tanto Donkey como Diddy pueden golpear el suelo para derrotar a los enemigos y revelar objetos secretos.
El juego tiene dos esquemas de control: el sistema estándar utiliza el Wii Remote junto con el Nunchuk, mientras que un enfoque más clásico requiere que el mando de Wii se mantenga de lado. Ambos métodos utilizan controles de movimiento para el movimiento «Ground Pound». Además de los elementos comunes de la serie, como secretos y elementos desbloqueables, también hay un modo de ataque de tiempo opcional. Dos amigos animales, Rambi y Squawks, aparecen y ayudan a Donkey Kong en ciertos puntos del juego. El juego también utiliza la función «Super Guía» que apareció anteriormente en New Super Mario Bros. Wii y Super Mario Galaxy 2. Si el jugador pierde ocho vidas en un solo nivel, se le dará la opción de permitir que un Donkey Kong de color blanco llamado Super Kong se haga cargo y complete el nivel por él. Sin embargo, Super Kong no buscará objetos coleccionables ni le mostrará al jugador dónde están. También guarda todo lo que recolecta, por lo que el jugador no recibe recompensa por estos artículos.
Después de vencer a Tiki Tong, se desbloquea una etapa adicional llamada «El Templo Dorado». Para poder jugar en el escenario, el jugador debe encontrar objetos llamados «orbes raros» scondidos en el templo de cada mundo. Al competir en el Templo Dorado, se desbloquea un nuevo modo conocido como Modo Espejo. En este modo, las etapas están invertidas, Donkey Kong solo tiene una unidad de salud, no puede usar elementos comprados en Cranky Kong y no puede recibir ayuda de Diddy Kong.

## Trama
La historia del juego gira en torno a criaturas conocidas como Tikis, que son nuevas en la serie. Los diferentes tipos de Tikis desempeñan el papel de antagonistas en la historia, reemplazando a los Kremlings de Donkey Kong Country. Cranky Kong, propietario de tiendas en toda la isla, es el único miembro de la familia Kong que aparece además de Donkey y Diddy. La historia comienza cuando un grupo de malvados Tikis conocidos como la Tribu Tiki Tak llegan a la isla Donkey Kong después de ser despertados por una erupción volcánica, y reproduzca música para hipnotizar a los animales, en su mayoría elefantes, Cebras, jirafas y ardillas de la isla, para que roben los plátanos de Donkey Kong y Diddy Kong. Dado que Donkey Kong se resiste a la música de los Tikis, trabaja con Diddy Kong para recuperar su tesoro de plátanos de los Tikis. A lo largo del juego, la pareja viaja a través de nueve mundos para recuperar sus plátanos robados: la Selva, la Playa, las Ruinas, las Cavernas, el Bosque, el Acantilado, la Fábrica, el Volcán y el Templo Dorado (Mundo secreto). En cada mundo, deben derrotar a un líder de la tribu Tiki Tak: Kalimba (Marimba), Maraca Gang (Maracas), Gong-Oh (Gong), Banjo Bottom (Banjo), Wacky Pipes (Zampoña), Xylobone (Xilofóno), Cordian (Acordeón), los cuales hipnotizan a otros habitantes de la isla para luchar contra los Kong, y Tiki Tong, el rey de la tribu Tiki Tak. Después de que Tiki Tong es derrotado, los Kong son lanzados al espacio donde golpean y dan cabezazos en la Luna, aplastando la base de Tiki Tong y enviando plátanos volando por todas partes.

## Desarrollo

### Concepción
La idea de Donkey Kong Country Returns se originó en Retro Studios tras la finalización de Metroid Prime 2: Echoes en 2004, cuando el presidente y director ejecutivo de Retro, Michael Kelbaugh, le dijo al productor de Nintendo, Kensuke Tanabe, que Retro estaba interesado en desarrollar un juego de Donkey Kong. Kelbaugh había trabajado como probador en la serie Donkey Kong Country para Super Nintendo Entertainment System (SNES), que había estado en una pausa después de Donkey Kong Country 3: Dixie Kong's Double Trouble! (1996). Su desarrollador, el estudio británico Rare, fue adquirido por Microsoft, competidor de Nintendo, en 2002. En su lugar, se ordenó a Retro desarrollar Metroid Prime 3: Corruption (2007), Tanabe señaló que Nintendo dependía de Retro para crear juegos que no podían desarrollarse en Japón.
Después de completar Corruption, Retro comenzó a experimentar con proyectos potenciales, pero en abril de 2008, tres miembros del personal central (el director de diseño Mark Pacini, el director de arte Todd Keller y el ingeniero principal de tecnología Jack Matthews) se fueron, y esos experimentos tuvieron que descartarse. Tanabe no estaba seguro de cuál sería el próximo proyecto de Retro hasta que el creador de Donkey Kong, Shigeru Miyamoto, «totalmente por casualidad», expresó interés en un resurgimiento de Donkey Kong Country, y Tanabe sugirió que Retro sería un desarrollador adecuado para tal proyecto.
El personal de Retro voló a la sede de Nintendo en Kioto para reunirse con Miyamoto y el presidente de Nintendo, Satoru Iwata, donde determinaron la dirección de Returns. Miyamoto le dijo a Retro: «¡Donkey Kong es mi bebé y será mejor que lo hagas bien!». Iwata confiaba en la capacidad de Retro para desarrollar el juego, dado que muchos miembros del personal eran ávidos fanáticos del Donkey Kong Country original. Sintió que disiparon cualquier preocupación de que fuera posible que un estudio además de Rare continuara con Donkey Kong Country. Iwata se refirió al conjunto de circunstancias que llevaron a Retro a asumir Returns como goen («destino»), por lo que Retro eligió F8 como nombre en clave del proyecto. Retro estaba emocionado de trabajar en una serie diferente a Metroid; El diseñador senior Mike Wikan notó que el tono claro de Donkey Kong contrastaba con el sombrío de Metroid. Iwata dijo que su pasión por Donkey Kong Country «generó una energía que se vertió en [Returns]».

### Diseño

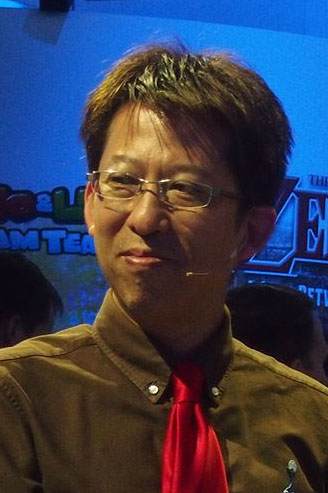
Donkey Kong Country Returns productor Kensuke Tanabe en 2013

Returns fue diseñado para los fanáticos de Donkey Kong Country, y el equipo pasó la primera semana de desarrollo jugando juegos de SNES para inspirarse. Lo retro buscó incluir elementos memorables—como jugabilidad de desplazamiento lateral, cañones y secuencias de vagones de minas—mientras los refinaba para crear una nueva experiencia, y continuar con el amplio atractivo y accesibilidad de la serie. El equipo sentía mucha responsabilidad porque no quería decepcionar a la afición. La asistente de producción, Risa Tabata, nunca había interpretado a Donkey Kong Country, por lo que se consideraba a sí misma como la que concebía nuevas ideas.
De manera similar al papel que desempeñó durante el desarrollo de Donkey Kong Country y Donkey Kong Jungle Beat (2004), Miyamoto supervisó a Retro y revisó el contenido de Returns durante todo el desarrollo. Quería que Retro tuviera en mente las imágenes y sensaciones únicas de Donkey Kong Country, y enfatizó elementos que consideró que deberían conservarse de juegos anteriores. También ordenó qué personajes podrían regresar. El personal trabajó con Miyamoto durante horas para perfeccionar el movimiento de Donkey Kong y se refirieron a él como «Yoda» por sus aportes. Miyamoto sugirió la mecánica de soplar después de jugar un prototipo y notar que una de las animaciones de Diddy Kong parecía soplar. Inicialmente, el equipo quedó desconcertado por la sugerencia, pero encontró que agregaba interactividad y fantasía.
Miyamoto quería que los jugadores se movieran de manera similar a Donkey Kong cuando golpea el terreno, por lo que Retro diseñó Returns alrededor del Wii Remote y Nunchuk. Retro introdujo la opción de jugar sin el Nunchuk tras el lanzamiento de New Super Mario Bros. Wii, que permitía a los jugadores sostener el mando de Wii horizontalmente como un mando de Nintendo Entertainment System. A diferencia de los juegos de Rare, que permitían a los jugadores intercambiar entre los dos Kong a voluntad, Retro diseñó a Donkey y Diddy como un personaje combinado. Introdujeron la adherencia a la superficie para expandir el juego a paredes y techos, y optó por no incluir niveles submarinos porque no se ajustaban al ritmo. Los miembros del equipo compitieron y se pidieron opiniones entre sí, e Ivey notó que los compañeros de trabajo buscaban sorprenderse unos a otros. Retro sintió que podían incorporar más ideas que en la serie Metroid Prime.
Cuando comenzó el desarrollo, Tanabe y Tabata discutieron cómo podían distinguir Returns del juego anterior de Donkey Kong, Jungle Beat. Tanabe sintió que el modo multijugador simultáneo era una forma en que los retornos deberían diferir, ya que los juegos anteriores de Donkey Kong solo permitían a los jugadores turnarse. Miyamoto aconsejó a Tanabe que se centrara únicamente en el juego para un jugador antes de considerar el modo multijugador, pero Tanabe aun así le dijo a Retro que incorporara el modo multijugador al principio del desarrollo. Para distinguir el modo multijugador de Returns del New Super Mario Bros. Wii y permitir que los jugadores expertos jueguen rápidamente, Retro eliminó la detección de colisión entre Donkey y Diddy. Retro se abstuvo de reducir la dificultad del modo multijugador, aunque el equipo discutió cómo facilitar la obtención de vidas y permitió que Diddy montara en el lomo de Donkey si un jugador tenía problemas.

### Arte y programación
Retro quería que Returns pareciera «divertido y caprichoso» y descartó muchos diseños iniciales por ser demasiado similares a la estética más oscura de Metroid. Las imágenes impactantes fueron el foco principal ya que el Donkey Kong Country original era famoso por sus gráficos, aunque Kelbaugh y el director Bryan Walker dijeron que desarrollar los niveles de silueta «nos enseñó a no depender tanto de los gráficos». Retro conservó el estilo artístico de los juegos anteriores de Donkey Kong Country, pero desarrolló entornos utilizando polígonos en lugar de la técnica de renderizado previo que Rare utilizó para crear la trilogía de SNES. Tanabe señaló que a diferencia de los juegos de SNES, que presentaban fondos estáticos debido a limitaciones técnicas, Retro podría incorporar animación en tiempo real en Returns y permitir que los personajes y los fondos interactúen. Retro se inspiró en Virtual Boy Wario Land (1995), que permite al jugador saltar entre el fondo y el primer plano.
A diferencia de la mayoría de los desarrolladores de juegos occidentales, Retro dedicó una cantidad considerable de tiempo a desarrollar prototipos. Para Metroid Prime, Retro basó el desarrollo en sus documentos de diseño, pero aprendió de Tanabe que era más eficiente desarrollar prototipos primero y crear documentos de diseño después de pulir el juego. Returns se desarrolló utilizando el motor de juego de Metroid Prime, pero requería muchos más detalles en polígonos y texturas. El equipo señaló que, si bien el público suele percibir los juegos de desplazamiento lateral como simples y arcaicos, en realidad son bastante difíciles de desarrollar debido a la cantidad de cuidado que se pone en cada nivel. Intentaron adaptar el sistema de cámara virtual de Morph Ball de los juegos Prime para crear el efecto de desplazamiento lateral. Sin embargo, los movimientos del personaje del jugador eran demasiado rápidos y complicados para él, por lo que se tuvo que desarrollar un nuevo sistema de cámara.
Retro actualizó aproximadamente dos tercios de su tecnología para Returns, incluidos sus renderizadores, herramientas de animación y sistemas de detección de colisiones. Kelbaugh y Walker estimaron que cada nivel requería alrededor de tres veces la cantidad de detalles que requería Metroid Prime 3: Corruption. Tomó alrededor de seis meses cambiar del entorno de desarrollo Prime, y Kelbaugh y Walker dijeron que los artistas tuvieron que volver a capacitarse para diseñar un juego de Donkey Kong. El personaje del jugador tiene más de 2000 animaciones en el modo para un jugador y 6000 en el modo multijugador, mucho más que las de Samus Aran en los juegos de Metroid Prime, y Retro se inspiró en Jungle Beat para desarrollar los movimientos de Donkey Kong. Para incorporar la Súper Guía, los programadores reescribieron el motor para eliminar la posible aleatoriedad que surja de las entradas de los botones. Retro utilizó la Super Guía para probar y encontrar errores.

### Música
Kenji Yamamoto, que trabajó con Retro en la serie Metroid Prime, compuso la mayor parte de la banda sonora de Donkey Kong Country Returns, junto a Minako Hamano, Masaru Tajima, Shinji Ushiroda y Daisuke Matsuoka. La banda sonora se compone principalmente de reordenamientos de temas del Donkey Kong Country original, compuesta por David Wise y Eveline Novakovic. Esto fue a petición de Miyamoto e Iwata, quienes no querían que Retro cambiara la música. Iwata consideró que la banda sonora era una gran parte del atractivo de Donkey Kong Country y le dijo a Tanabe que la manejara con cuidado durante la primera reunión de Returns. Además de los reordenamientos, Yamamoto compuso material nuevo para adaptarse a la atmósfera de Returns. Debido a los constantes ajustes de los niveles, a veces tenía que recomponer sus pistas.
Retro quería que Yamamoto combinara los temas clásicos de Donkey Kong Country con un sonido moderno. No utilizó una orquesta completa, sino que se centró en lo que Tanabe sentía que hacía que la música de Donkey Kong Country fuera icónica, como los arreglos de piano y la línea de bajo. Debido a que Rare no estuvo involucrado, Wise, el compositor original de Donkey Kong Country, no pudo contribuir. Wise dejó Rare en 2009 porque no estaba de acuerdo con la dirección de la empresa bajo Microsoft y se puso en contacto con Kelbaugh. En 2019, Wise dijo que ya era demasiado tarde para contribuir a Returns cuando se conectó con Kelbaugh, pero se mantuvieron en contacto en caso de que Retro decidiera desarrollar una secuela. Wise sintió que Yamamoto «hizo un trabajo maravilloso» reorganizando su trabajo anterior, aunque dijo que se habría basado más en composiciones nuevas que en material anterior.

### Finalización
El desarrollo no comenzó sin problemas; Tanabe describió el desarrollo inicial como «titubeos» y dijo que el equipo a menudo no estaba de acuerdo sobre qué sería divertido. Retro luchó por hacer un juego que reflejara los valores de Nintendo y el diseño de los jefes. La cantidad de esfuerzo que tomó crear el nivel jugable para una demostración del juego en el E3 2010 hizo que al equipo le preocupara que Returns no estuviera listo para la fecha límite, y el equipo todavía tenía que completar alrededor de 70 niveles después del E3.
El E3 2010 resultó ser un punto de inflexión para el desarrollo; Iwata observó que «el juego floreció rápidamente una vez que [Retro] entró en la recta final», con más ideas y elementos introducidos. Pearson atribuyó el cambio a la correspondencia entre Nintendo y Retro: «Habíamos llegado a compartir una cierta filosofía con respecto a cómo hacer los niveles del juego y habíamos logrado una comprensión común de lo que hace que un nivel sea divertido. Aprendimos el ritmo necesario para un nivel divertido y los tipos de elementos a incluir». Hacia el final del desarrollo, Tanabe tuvo que tomarse una semana de descanso debido a un dolor lumbar y Tabata lo reemplazó. El equipo trabajó durante la noche durante las etapas finales.

## Lanzamiento

### Contexto
Tras la adquisición de Rare por parte de Microsoft, la prominencia de la franquicia Donkey Kong se desvaneció. Sin un estudio para desarrollar los principales juegos de plataformas de Donkey Kong, Donkey Kong quedó relegado a spin-offs (como las series Donkey Konga y Mario vs. Donkey Kong) y apariciones especiales en otras franquicias de Nintendo. Donkey Kong Jungle Beat (2004), el único juego importante de DK desde Donkey Kong 64 (1999) de Rare, fue una decepción comercial a pesar de las críticas positivas. Hardcore Gaming 101 escribió que Jungle Beat era visto como «simplemente un aparte de la saga de plataformas Donkey Kong. Hirviendo debajo de la superficie de cada jugador que se inició en los juegos de plataformas de 16 bits había un anhelo de que el gorila descarriado y sus aventuras... Donkey Kong Country era una marca que tenía asociada una creciente sensación de deseo latente».
Donkey Kong Country Returns se mantuvo en secreto durante gran parte de su desarrollo. En agosto de 2009, IGN informó que se sabía que Retro estaba trabajando en un nuevo juego de Wii, pero estaba haciendo todo lo posible para ocultar su identidad, incluida la restricción del acceso a partes de su sede. Cuando el entrevistador de IGN Matt Casamassina visitó Retro para hablar sobre Metroid Prime: Trilogy (2009), se le pidió que firmara un acuerdo de confidencialidad que estipulaba que si lograba saber cuál era el nuevo proyecto, no podría discutirlo. Los informes de que el proyecto estaba relacionado con Donkey Kong surgieron poco antes de la conferencia E3 de Nintendo en junio de 2010.

### Marketing

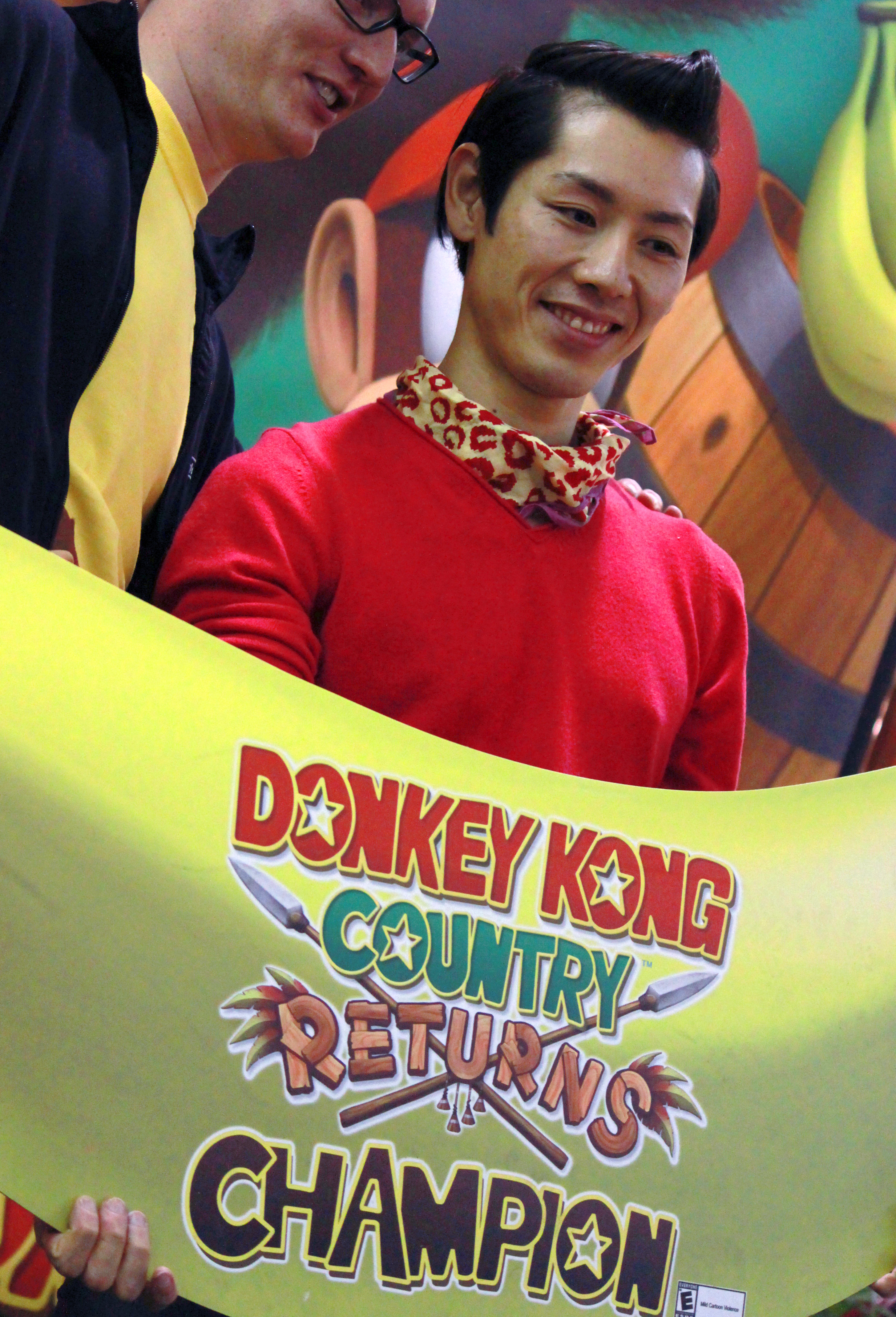
El comedor competitivo japonés Takeru Kobayashi en un evento de lanzamiento de Donkey Kong Country Returns

El presidente de Nintendo of America, Reggie Fils-Aimé, anunció Donkey Kong Country Returns durante su discurso de apertura en el E3 en junio de 2010, cuando presentó un tráiler que muestra varios niveles y escenarios. Los periodistas de videojuegos consideraron que el desempeño de Nintendo es el más fuerte en años y destacaron Returns como uno de los anuncios más significativos. Ellos caracterizaron el anuncio como una sorpresa; se consideró poco probable que se creara un nuevo juego Country tras la adquisición de Rare por parte de Microsoft. GameSpot dijo que el avance provocó aplausos de la multitud, con Hardcore Gaming 101 escribió que el uso de la marca Country por parte de Nintendo prometió a los fanáticos un regreso a la forma para la franquicia.
Junto con Kirby's Epic Yarn, Metroid: Other M y Wii Party, Nintendo posicionó Returns para rejuvenecer las ventas de Wii en respuesta al aumento de las ventas de PlayStation 3. Promocionó el juego con una serie de avances, que según los periodistas mostraban una dificultad extrema. Un anuncio mostraba a los comediantes británicos Ant & Dec buscando plátanos en la jungla. Nintendo of America se asoció con el distribuidor de productos Chiquita para etiquetar sus plátanos con pegatinas de Donkey Kong y organizar un concurso en el que los clientes podían enviar fotografías de ellos mismos bailando. Los participantes podrían ganar uno de los 31 premios, incluido un Wii, una copia de Returns y un viaje a las ruinas de Chichén Itzá en Cancún. Los clientes que reservaron Devoluciones a través de GameStop recibieron una funda para el mando de Wii con forma de plátano.
El 2 de diciembre, Nintendo Australia apiló un alijo de cinco metros (16,4 pies) de alrededor de 10.000 plátanos, que pesaban dos toneladas, en Circular Quay en Sídney. Los visitantes podían jugar Returns en una pantalla de cine inflable y tomar plátanos del alijo; Los plátanos sobrantes fueron donados a la organización benéfica de rescate de alimentos OzHarvest. En el Reino Unido, Nintendo se asoció con el minorista de videojuegos GAME para una promoción en la que se pedía a los clientes que llevaran racimos de plátanos a las tiendas participantes el 3 de diciembre. Los primeros 20 clientes podían cambiar sus plátanos por una copia gratuita de Returns. Para otro evento de lanzamiento, Nintendo recibió al comedor competitivo japonés Takeru Kobayashi, quien se comió 16 plátanos en un minuto.

### Ventas
Donkey Kong Country Returns se lanzó en Norteamérica el 21 de noviembre de 2010—el 16.º aniversario del lanzamiento de Donkey Kong Country—en Europa el 3 de diciembre y en Japón el 9 de diciembre. El juego se vendió con fuerza: en su primera semana en Japón, vendió 163.310 copias (56,63% de su envío inicial de 288.380 copias) y más de 970.000 copias en diciembre de 2012. En Norteamérica, debutó en el sexto lugar en las listas de ventas del Grupo NPD, con unas ventas de 430.470 unidades. Las ventas mundiales alcanzaron los 4,21 millones en menos de un mes.

## Reediciones

### Donkey Kong Country Returns 3D
El 24 de mayo de 2013 se lanzó una adaptación de Nintendo 3DS, titulada Donkey Kong Country Returns 3D. El juego fue portado por Monster Games y está renderizado con gráficos 3D estereoscópicos. La versión 3DS incluye dos modos de juego, «Modo original», que se juega igual que la versión original de Wii, y «Modo nuevo», que introduce un puñado de elementos nuevos para facilitar el juego, incluida salud adicional. Esta versión también incluye un mundo extra con ocho nuevos niveles que no están presentes en la versión original de Wii.

### Relanzamiento de Wii U
La versión para Wii de Donkey Kong Country Returns se lanzó para descargar en Wii U a través de Nintendo eShop. Donkey Kong Country Returns estuvo disponible en Nintendo eShop el 21 de enero de 2015 en Japón, 22 de enero en Europa, y el 23 de enero en Australia y Nueva Zelanda. Entre el 31 de marzo y el 30 de junio de 2016, inclusive, el relanzamiento digital de Donkey Kong Country Returns estuvo disponible para los usuarios norteamericanos de Wii U exclusivamente como recompensa de My Nintendo. Desde entonces, el título estará disponible comercialmente en la Nintendo eShop norteamericana a partir del 22 de septiembre del mismo año.

### Lanzamiento de Nvidia Shield
Donkey Kong Country Returns se lanzó en Nvidia Shield para el mercado chino el 4 de julio de 2019. La versión Nvidia Shield del juego está en HD a diferencia de las versiones de Wii y Nintendo 3DS.

### Donkey Kong Country Returns HD
Un segundo port, Donkey Kong Country Returns HD, fue anunciado en una presentación Nintendo Direct el 18 de junio de 2024. Fue lanzado el 16 de enero de 2025.

## Recepción
Donkey Kong Country Returns recibió críticas generalmente favorables. En sus premios a los juegos publicados en 2010, IGN concedió a Returns los galardones al «Mejor diseño retro» y al «Más desafiante», seleccionó el juego como el 5º mejor de la consola. Game Informer lo nombró Juego del Mes de diciembre de 2010, y su crítico Dan Ryckert lo elogió como «uno de los mejores juegos de plataformas [que había] jugado nunca».  Más tarde, la publicación lo eligió «Mejor juego de plataformas» y «Mejor exclusivo de Wii» de 2010.
La crítica alabó sus gráficos, el diseño de sus niveles y el ritmo trepidante de sus plataformas y su jugabilidad, que consideraron una vuelta a la forma de los juegos de Donkey Kong Country. Sin embargo, sus controles de movimiento y su curva de dificultad recibieron diversas opiniones. Craig Harris de IGN, otorgó al juego el premio Editor's Choice, calificándolo de desafiante y retrotraído a la vieja escuela de los juegos Country originales. Los dos presentadores del programa australiano de videojuegos Good Game otorgaron al juego una puntuación de 9 y 8,5 sobre 10, elogiando la fidelidad de la música al estilo de los temas originales y el hecho de que se las arreglara para no resultar demasiado compleja y, al mismo tiempo, evitar una simplificación excesiva. X-Play alabó la similitud de Returns con los juegos anteriores de la serie, la rejugabilidad del juego y sus gráficos, pero criticó los controles de movimiento y el juego cooperativo. GamesRadar elogió el título por sus niveles destacados y el fanservice, mientras que le criticó los niveles por ser frustrantes, poco claros y a menudo engañosos, y unos controles de movimiento que les hacen «cuestionarse los controles en un juego de plataformas». GameTrailers elogió la jugabilidad del juego y la diversidad de los niveles, mientras que Giant Bomb afirmó que «Retro recupera la mayoría de las veneradas raíces plataformeras de Donkey Kong en esta excelente secuela para Wii».

### Ventas
El juego debutó tercero en las listas de videojuegos japonesas, con 163.310 unidades vendidas, y ha vendido 638.305 copias en Japón hasta enero de 2011. En Norteamérica, el juego debutó en el sexto puesto de las listas, con 430.470 unidades vendidas. A finales de marzo de 2011, el juego había vendido 4,98 millones de copias en todo el mundo.
Hasta septiembre de 2013, la versión para 3DS ha vendido 268.000 unidades en Estados Unidos. A fecha de marzo de 2014, Donkey Kong Country Returns 3D cuenta con unas ventas mundiales de 1,52 millones de unidades.
Ambas versiones de este juego, junto con su secuela, se añadieron al sello Nintendo Selects el 11 de marzo de 2016 en Norteamérica.

### Trabajos citados
- Milne, Rory (1 de septiembre de 2022). «The evolution of Donkey Kong Country». Retro Gamer (en inglés) (Bournemouth: Future plc) (237): 18-27. ISSN 1742-3155.